# 尤里·扎多宾
尤里·维克托罗维奇·扎多宾（1954年11月14日—），白俄罗斯军事领导人，前国防部长（2009年－2014年），國家安全委員會主席（2007年－2008年）。

## 生平
1954年11月生于乌克兰第聂伯罗彼得罗夫斯克。1976年毕业于喀山高等坦克指挥学校。1985年毕业于马林诺夫斯基装甲兵学院。1999年，任白俄罗斯内政部副部长。2003年9月至2007年7月，任总统安全局局长。2007年7月至2008年7月，任國家安全委員會主席。2008年至2009年，任安全会议国务秘书。2014年11月退役。

## 荣誉
- 三级祖国功勋勋章（白俄罗斯，2014年1月12日）[3]
- 圆满服役奖章
- 友谊勋章（俄罗斯，2012年7月28日）